# Уордер (город)
Уордер (сомал. Wardheer) — город на востоке Эфиопии, в зоне Уордер региона Сомали. Административный центр одноимённого района (ворэды). Расположен на высоте 537 м над уровнем моря.
По данным Центрального статистического агентства Эфиопии на 2005 год население города составляет 18 357 человек, из них 9737 мужчин и 8620 женщин. По данным переписи 1997 года население насчитывало 12 309 человек, из них 6433 мужчины и 5876 женщины. 98,2 % населения на тот период составляли сомалийцы, что несколько ниже, чем доля сомалийцев по району (99,9 %), так как 88 % всего несомалийского населения района проживает в городе Уордер.